# Чамалинська мова
Чамалинська мова (самоназва Чамалалдуб мичІчІ) — мова чамалів.
Згідно з даними перепису населення Росії 2002 року, чамалинською мовою володіли 2 355 осіб (переважно в Цумадинському районі Дагестану).
Розрізнюють 2 взаємозрозумілі діалекти:
1. гакваринський (чамалинський): говірки сіл Верхнє і Нижнє Гакварі, Агвалі, Річаганіх, Гадирі, Кванхі.
2. гігатлинський (перехідний між чамалинською та годоберинською мовою): села Гігатль і Гігатль-Урух.

Мова є безписемною. Чамалинці використовують аварську і російську мови як літературну. Чамалинська мова є ергативною. Іменник має 5 класів.
Перші свідчення про мову з'являються в другій половині 19 століття. В 1890 р. П. К. Услар в листі до А. А. Шефнера навів приклади числівників (1-11 і десятки до 100). В 1895 р. Родеріх  Еркерт навів 55 фраз гігатлинського діалекту, порівнюючи їх з ботліською та тиндинською мовами. В 1999 р. вийшов чамалинсько-російський словник П. Т. Магомедової.